# Tranh đường

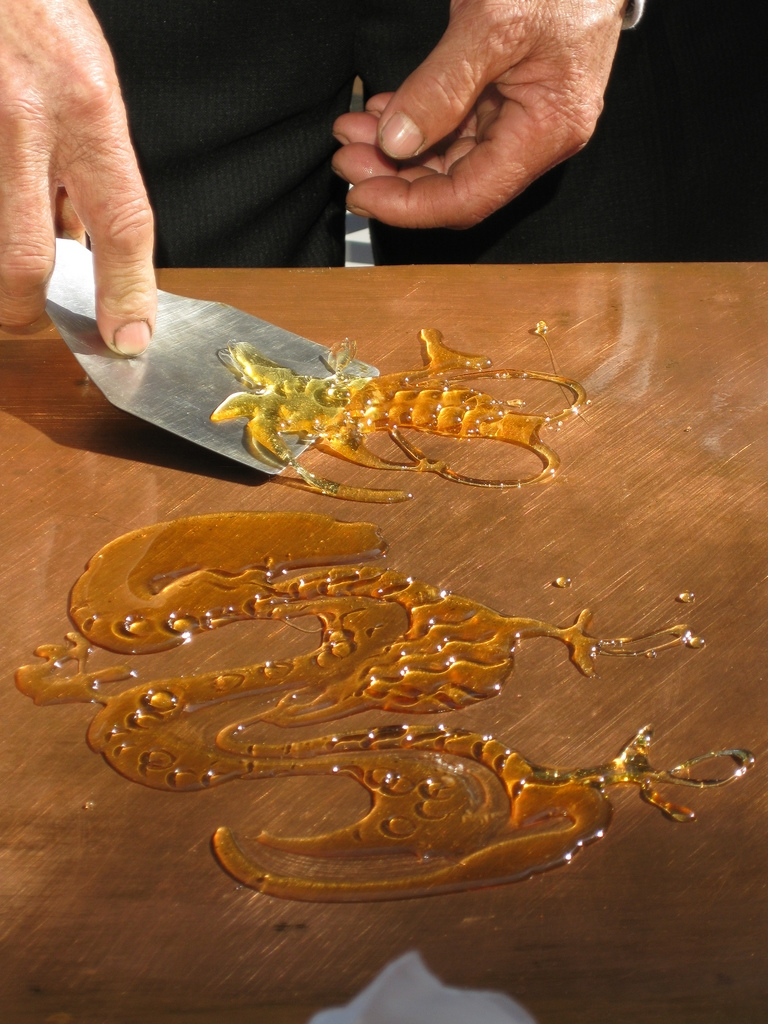
Họa sĩ vẽ một con rồng bằng đường

Tranh đường tức đường họa (tiếng Trung Quốc 糖画, bính âm: Táng huà) là một loại hình nghệ thuật dân gian truyền thống của Trung Quốc. Nghệ nhân sử dụng dung dịch đường nóng chảy để tạo ra một bức tranh hai chiều. Vì nguyên liệu chủ yếu là đường nên tranh đường trở thành một món kẹo mà trẻ em Trung Quốc yêu thích.
Nghệ thuật này có nét tương đồng với Amezaiku, nghệ thuật kẹo Nhật Bản.

## Lịch sử
Tranh đường có nguồn gốc từ thời nhà Minh (1368-1644), người ta dùng dung dịch đường nóng chảy tạo nên hình dạng các loài động vật nhỏ tạo thành các lễ vật phục vụ các nghi lễ tôn giáo để dâng lên thần linh. Hình thức nghệ thuật này thì trở nên phổ biến trong suốt triều đại nhà Thanh (1616-1912). Vào thời điểm đó, nhiều người kiếm sống nhờ vẽ tranh đường, họ dựng những quầy hàng ở những con phố, những khu chợ đông đúc, trước rạp hát và những nơi công cộng khác tập trung nhiều người.
Theo các tài liệu đã được ghi chép thì nghề thủ công này bắt nguồn ở tỉnh Tứ Xuyên (nằm ở tây nam Trung Quốc) và dần dần lan ra rộng rãi khắp các tỉnh thành ở Trung Quốc.
Ngày nay, tranh đường ngày càng đa dạng về mẫu mã và cải tiến về kỹ thuật.

## Cách làm

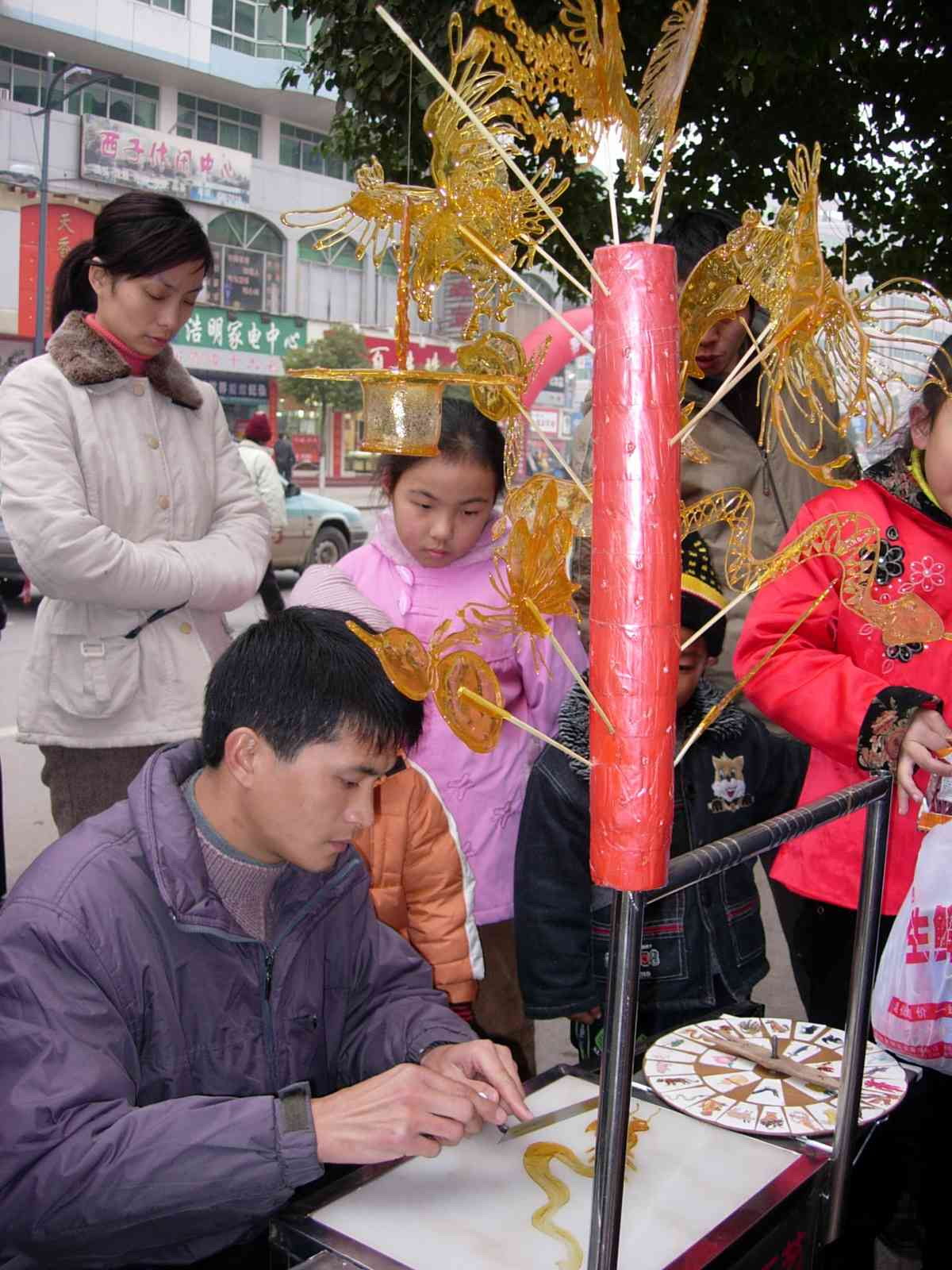
Vẽ tranh đường dạo

Mặc dù có nhiều kỹ thuật làm tranh đường khác nhau nhưng để tạo nên một tác phẩm tranh đường, nghệ nhân thường thực hiện các bước cơ bản như sau:
- Nấu đường: đường nâu hoặc đường cát trắng được nấu trong một cái nồi cho tan chảy. Những nghệ nhân dày dặn kinh nghiệm có thể xác định đường thời điểm thích hợp để đường có màu sắc đẹp mắt, độ nóng phù hợp.
- Chuẩn bị một mặt phẳng bằng gỗ hoặc cẩm thạch. Ngày nay, người ta có thể dùng những vật liệu bằng nhựa để thay thế.
- Dùng muỗng đồng múc đường từ nồi rồi vừa nhanh chóng vừa đều tay đổ lên mặt phẳng để phát thảo. Tập trung sức mạnh của đôi tay, nghệ nhân xem tấm đá cẩm thạch như một tờ giấy, cái muỗng chứa đường như một cây cọ, di chuyển lên, xuống, phải, trái một cách điêu luyện để tạo ra đường nét đẹp mắt.[7]
- Tiếp tục đổ đường lên tranh để hoàn thiện hình dạng.
- Khi đường vẫn còn ấm và mềm dẻo, gắn một thanh gỗ nhỏ, dài vào tranh để tiện cho việc cằm nắm khi ăn.
- Lấy tranh ra khỏi bề mặt bằng cách sử dụng một công cụ tương thích.
- Bán tranh cho khách hàng hoặc cắm trên bàn để trưng bày.

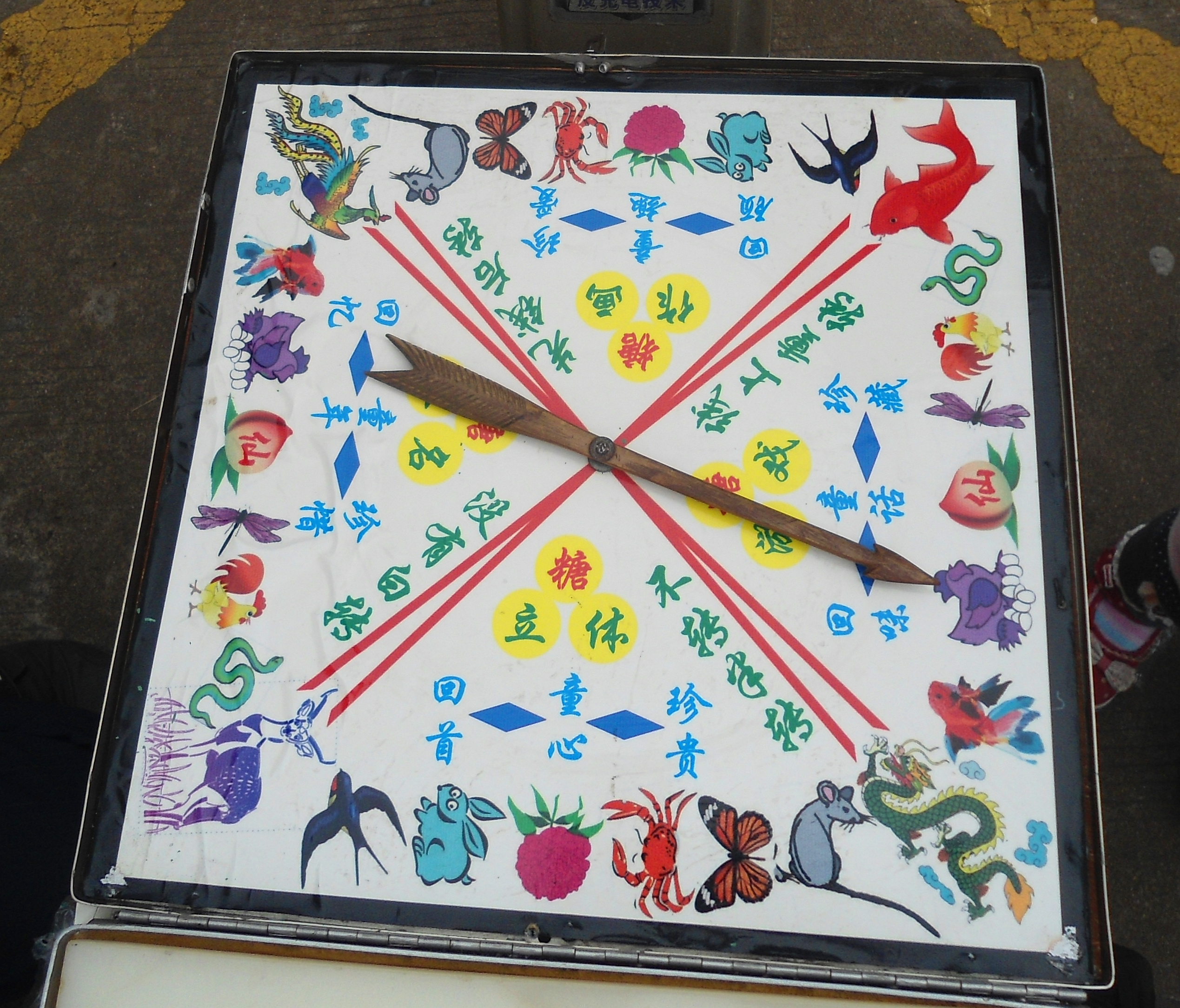
Khách hàng quay mũi tên để chọn hình dạng tranh đường

## Quay số
Khách hàng (đặc biệt là trẻ em) thường chọn một con vật bằng cách quay những mũi tên trên một bánh xe. Khi đó khách hàng có thể chọn lựa hình dạng tranh đường một cách ngẫu nhiên. Các hình mẫu động vật phổ biến là con cá, con khỉ, con chó, các loài chim, hoặc các loại hoa quả.

## Giá cả
Giá của tranh đường tương đối rẻ. Khách hàng phải trả 5 giác hoặc 1 đến 2 nhân dân tệ cho một lần quay số.
Để được chọn mẫu yêu thích mà không phải quay số ngẫu nhiên thì phải trả giá cao hơn.